# PJEG
PJEG – język programowania dla komputerów serii ZAM-41. Ten język był rozszerzeniem języka PJES.  swej istocie był to język operujący mnemonicznymi oznacznikami rozkazów wewnętrznych maszyny, co klasyfikuje go we współczesnej nomenklatury do grupy asemblerów. Oprócz samych rozkazów z repertuaru języka maszynowego, język definiował także dodatkowe dyrektywy, ukierunkowane między innymi na gospodarowanie pamięcią, a także obejmowały dyrektywy kompilacji i listingu kodu programu, przy czym ich repertuar był znaczenie rozszerzony w stosunku do języka PJES. Dawał on możliwość dostępu do każdego elementu sprzętowego maszyny, poszczególnych słów jak i bitów zapisanych w pamięci lub na bębnie magnetycznym. Ponadto umożliwiał tworzenie makrodefinicji i wykonywanie makrorozkazów, co klasyfikowało go do współczesnej kategorii makroasemblerów.